# 南高野貝塚
座標: 北緯36度29分58.9秒 東経140度36分11.5秒 / 北緯36.499694度 東経140.603194度

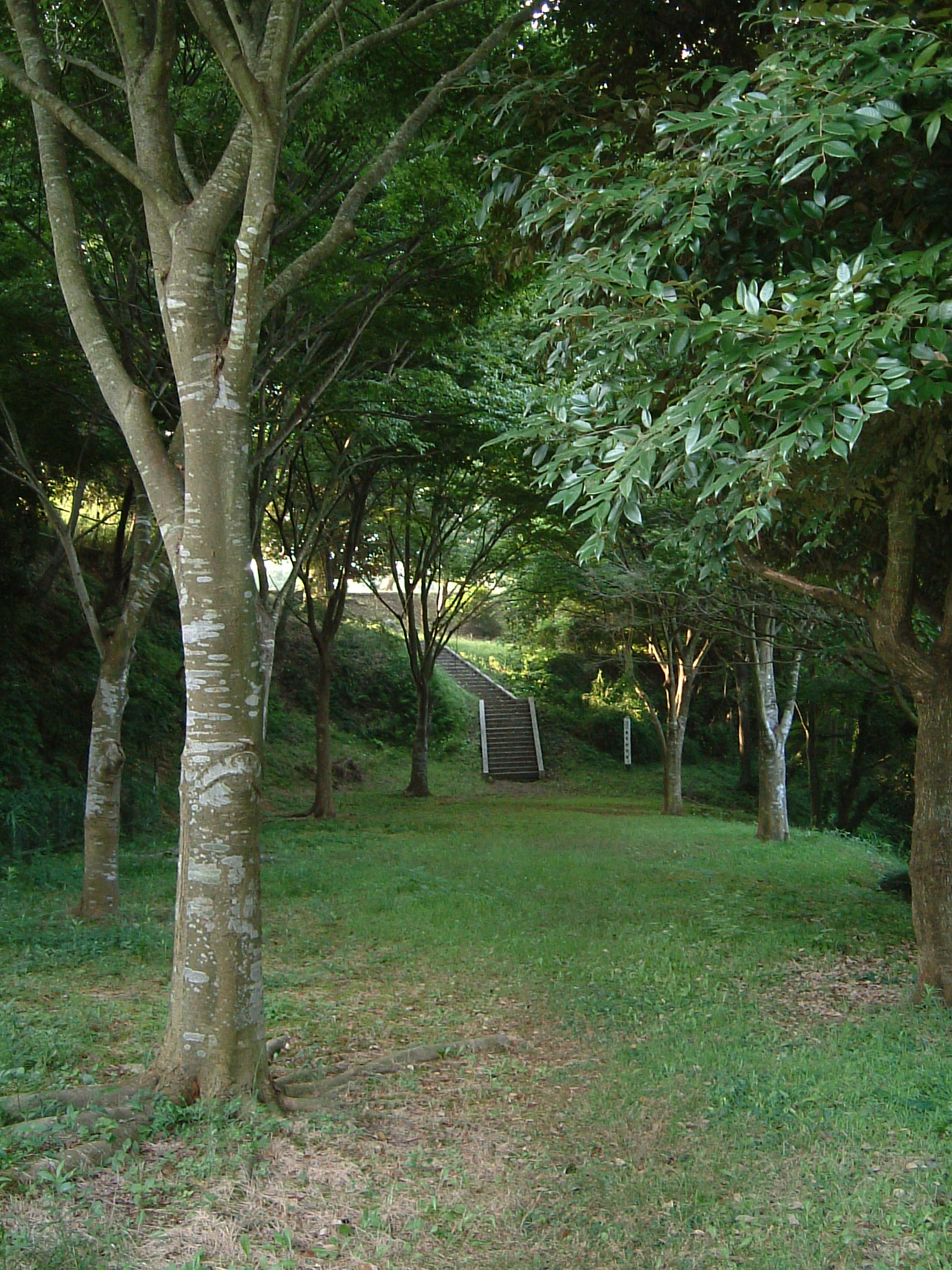
南高野史跡公園

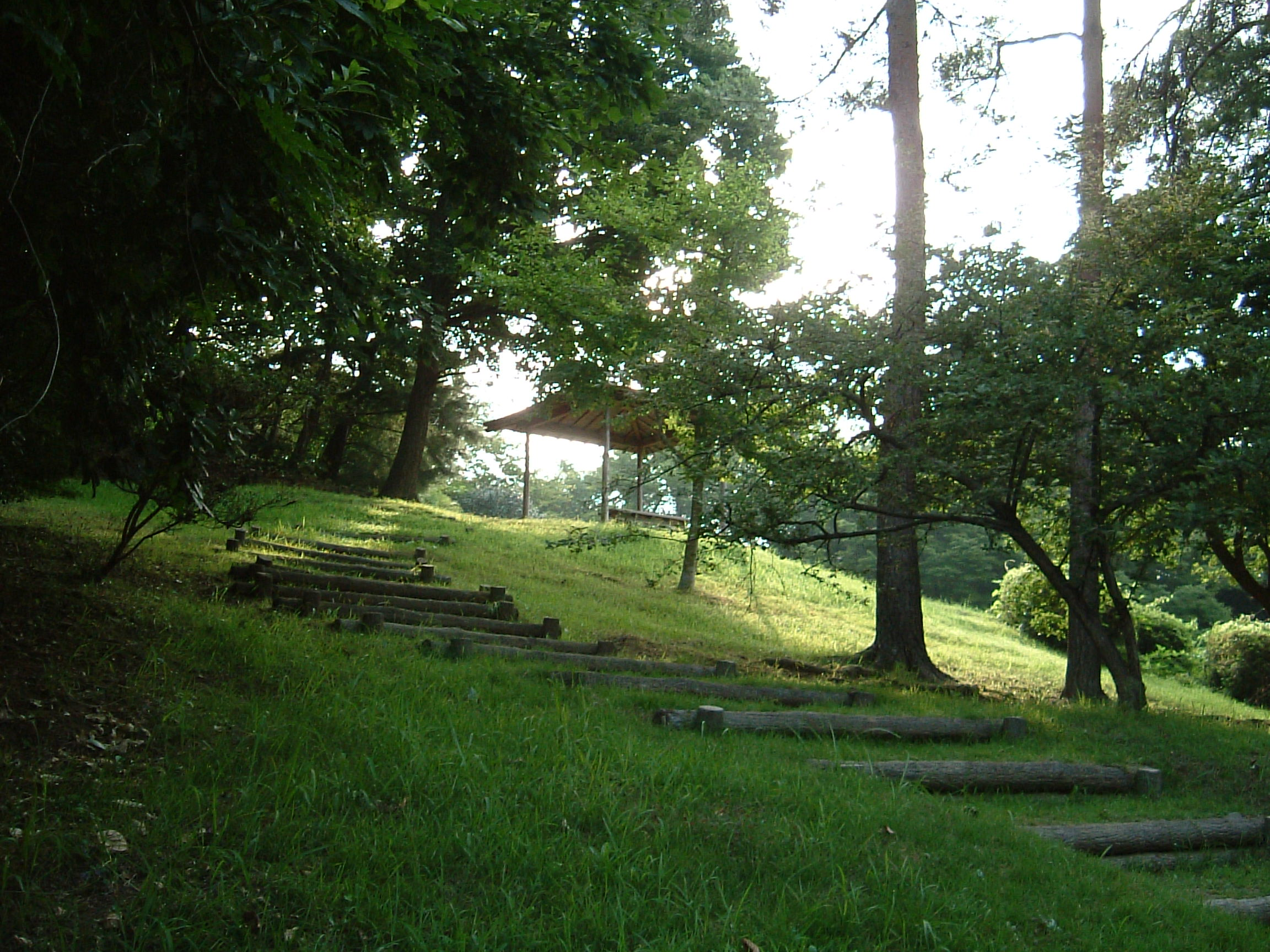
南高野史跡公園

南高野貝塚（みなみこうやかいづか）は、茨城県日立市南高野町1-19にある貝塚である。

## 概要
縄文時代中期・後期・晩期の貝塚で、茨城県北部で最大の規模を持つ。1952年（昭和27年）と1957年（昭和32年）に発掘調査が実施され、阿玉台式、加曽利式、称名寺式、堀之内式の土器、斧や皿などの石器、ヤマトシジミを中心とする貝類、カツオ、サメやスズキなどの魚類、イノシシやシカなどの哺乳類が出土している。出土品は、日立市郷土博物館などに収蔵されている。

## 現況
久慈川の支流茂宮川沿いの台地に立地。茨城県指定文化財史跡第三十五号として、1979年（昭和54年）3月8日に指定。管理者は、日立市教育委員会。南高野貝塚、上の台古墳群（円墳3基）、南高野横穴墓群（横穴墓34基）が南高野史跡公園（通称南高野貝塚公園、面積約3ha）として整備されている。

## その他
- 南高野古墳（みなみたかのこふん）は、岐阜県揖斐郡池田町にある横穴式石室を持つ古墳で、南高野貝塚とは別のものである。